# Конвой Трук – Палау (09.09.43 – 14.09.43)
Конвой Трук — Палау (09.09.43 — 14.09.43) — японський конвой часів Другої світової війни, проведення якого відбувалось у вересні 1943.
Вихідним пунктом конвою був атол Трук у центральній частині Каролінських островів, де до лютого 1944-го була головна база японського ВМФ у Океанії та транспортний хаб, що забезпечував постачання до Рабаула (головна передова база в архіпелазі Бісмарка, з якої провадились операції на Соломонових островах та сході Нової Гвінеї) та Східної Мікронезії. Пунктом призначення став інший важливий транспортний хаб Палау на заході Каролінських островів, через який, зокрема, міг відбуватись зв'язок із нафтовидобувними регіонами Індонезії.
До складу конвою увійшли флотський танкер «Цурумі», танкер «Кьоєй-Мару №2» (Kyoei Maru No. 2) і транспорт «Тайкоу-Мару», тоді як охорону забезпечували мисливець за підводними човнами CH-29 і переобладнаний патрульний човен «Шова-Мару» (Showa Maru).
Загін вийшов із бази 9 вересня 1943-го. 11 вересня поблизу атолу Вулеаї (вісім сотень кілометрів на захід від Труку) до конвою приєднався ще один транспорт, який вже 12 вересня відокремився та під охороною «Шова-Мару» попрямував до атола Фаїс (чотири з половиною сотні кілометрів на північний захід від Вулеаї). На підходах до Труку та Палау традиційно діяли американські підводні човни, втім, на цей раз перехід пройшов без інцидентів і 14 вересня конвой успішно прибув на Палау.
Можливо також відзначити, що невдовзі обидва танкери вирушать до нафтовидобувного регіону Борнео у складі конвою № 2610.